# Dichaetomyia rufaeformis
Dichaetomyia rufaeformis är en tvåvingeart som beskrevs av Adrian C. Pont 1969. Dichaetomyia rufaeformis ingår i släktet Dichaetomyia och familjen husflugor. Inga underarter finns listade i Catalogue of Life.